# Route nationale 114
Die N114 war eine französische Nationalstraße, die 1824 zwischen Perpignan und Port-Vendres festgelegt wurde. Sie geht auf die Route impériale 134 zurück. Die Länge betrug 31 Kilometer. 1933 wurde sie bis zur spanischen Grenze bei Portbou verlängert. Dazu übernahm sie die Gc5 (Chemin de grande communication) des Départements Pyrénées-Orientales. Die Länge wuchs damit auf 51 Kilometer. In Spanien setzte sie sich als Carreteras Comarcales C-252 nach Bisbal (heute N-260 nach Figueres) fort. Der Abschnitt von Cerbère bis Portbou wurde erst 1927 als Straße eröffnet. 2006 wurde die N114 komplett abgestuft.